# Nicolas Louis
Pour les articles homonymes, voir Louis.
Nicolas Louis est un violoniste, pianiste et compositeur français, né le 28 novembre 1807 à Gueux et mort le 30 décembre 1857 à Paris.

## Biographie
Jean Marie Nicolas Louis naît le 28 novembre 1807 à Gueux, dans la Marne,. 
Violoniste et pianiste, il se fait connaître à Paris par ses compositions légères, vers 1834, qui connaissent le succès. Signant ses œuvres N. Louis, il devient un compositeur prolifique, particulièrement de musiques accessibles au plus grand nombre. Il compose également de la musique dramatique, mais ses œuvres dans le genre ne sont pas représentées à Paris. 
Au total, Nicolas Louis est l'auteur de plus de trois cents numéros d'opus, brassant divers genres musicaux : études, divertissements et fantaisies pour le violon, variations, rondos et fantaisies sur des thèmes d'opéra ou de mélodies pour le piano, des trios avec piano, des pièces pour piano à quatre mains, des valses, des quadrilles.  
Il meurt le 30 décembre 1857 à Paris (2e arrondissement),. 

## Œuvres
Parmi ses nombreuses œuvres, figurent notamment plusieurs ouvrages lyriques :
- Un duel à Valence, opéra-comique en un acte, créé à Lyon le 24 décembre 1844
- Marie-Thérèse, opéra en quatre actes, créé à Lyon le 19 février 1847
- Les Deux sergents, opéra-comique en deux actes, créé à Reims en janvier 1850
- Le Vendéen, opéra-comique en un acte
- Les Deux balcons, opéra-bouffon en un acte
- Brelan de dames, opéra-comique en un acte